# Dziadówki (Nawarzyce)
Dziadówki – część wsi Nawarzyce w Polsce, położona w województwie świętokrzyskim, w powiecie jędrzejowskim, w gminie Wodzisław.
W latach 1975–1998 Dziadówki należały administracyjnie do województwa kieleckiego.